# Eddy Marnay
Eddy Marnay, nome artístico de Edmond David Bacri (Argel, 18 de dezembro de 1920 – Neuilly-sur-Seine, 3 de janeiro de 2003), foi um compositor e cantor francês nascido na então Argélia francesa, nomeado chevalier da Ordem Nacional da Legião de Honra em 1993.
Ao longo de sua carreira, Marnay escreveu mais de 4.000 canções, que foram interpretadas por artistas célebres como Édith Piaf, Frida Boccara, Dalida, Nana Mouskouri, Mireille Mathieu, Barbra Streisand e Céline Dion (entre outros). Em 1969, partilhou o primeiro lugar no Festival Eurovisão da Canção junto com outros três compositores, através de sua canção Un jour, un enfant, defendida no certame por Frida Boccara, de quem Marnay foi grande amigo e colaborador. Boccara, cuja voz era descrita por Marnay como "a mais bela do mundo", foi, na verdade, uma de suas musas e talvez a sua intérprete mais constante. Quando da morte da cantora, que faleceu precocemente aos 55 anos vítima de uma infecção pulmonar, Marnay escreveu: "A voz de Frida despertou em nós o que havia de mais nobre e mais sagrado. Essa mulher, que não chegou a viver a sua velhice, foi uma das criaturas mais vivas que já conheci".
Marnay também escreveu a canção-tema do filme A King in New York (1957), de Charlie Chaplin.
Em sua homenagem, a cantora Céline Dion batizou um de seus filhos com o nome de Eddy em 2010.